# 25024 Calebmcgraw
25024 Calebmcgraw (tên chỉ định: 1998 QL19) là một tiểu hành tinh vành đai chính. Nó được phát hiện bởi dự án Nghiên cứu tiểu hành tinh gần Trái Đất Lincoln ở Socorro, New Mexico ngày 17 tháng 8 năm 1998. Nó được đặt theo tên Caleb John McGraw.